# Jean de Reszke

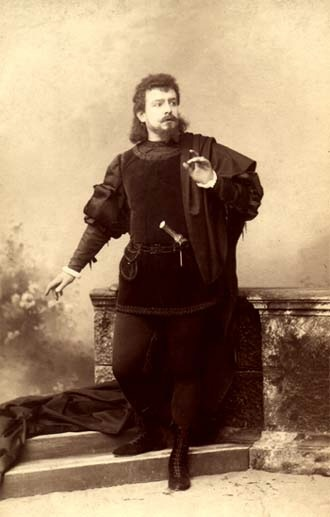
Jean de Reszke.

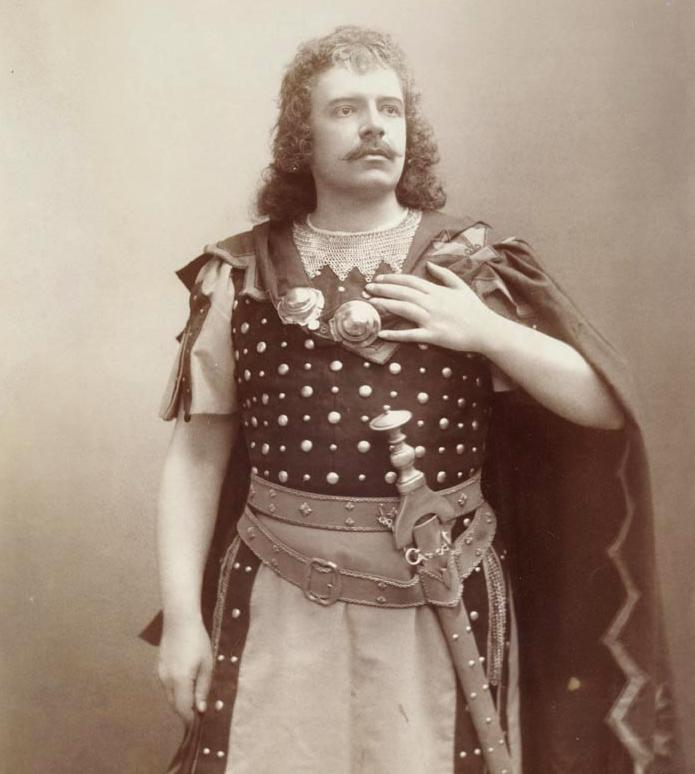
Como Tristan.

Jean de Reszke ( Jan Mieczyslaw) (n. Varsovia; 14 de enero de 1850 - f. Niza; 3 de abril de 1925) fue un tenor polaco que llegó a ser el más famoso de su época.

## Biografía
Su padre fue un oficial y su madre una cantante aficionada y fue quien le dio instrucción musical. Cantó en coros y estudió leyes en la Universidad de Varsovia. Se perfeccionó en Milán y debutó como barítono, en Venecia en 1874 en La favorita, seguido por debuts en Londres y París, donde luego, como tenor, sería estrella absoluta.
Se reeducó como tenor y debutó en Madrid en 1879 como Roberto el Diablo. En 1891 visitó Estados Unidos, y entre 1893 a 1899 fue la estrella del antiguo Metropolitan Opera en Nueva York. 
Sus roles más famosos fueron Le Cid, que le compuso Massenet, y Werther, Radames en Aida, Faust, Romeo y Julieta, Lancelot en Elaine, Lohengrin, Die Meistersinger von Nürnberg, Siegfried y Tristan und Isolde. 
En 1904, se retiró enfermo y el joven Enrico Caruso lo heredó. Entonces, De Reszke se convirtió en un famoso maestro de canto en París y Niza y entre sus alumnos se contaron Bidu Sayão, Louise Edvina, Claire Croiza, Vladimir Rosing, Maggie Teyte y Leo Slezak.
Su hermano más joven Edouard de Reszke, (Varsovia, 1853) fue un famoso bajo así como su hermana Josephine, también cantante de ópera.